# Foyers de Charité
De Foyers de Charité vormt een lekenbeweging in de Katholieke Kerk. De beweging werd opgericht in 1936 door de priester Georges Finet (1898-1990) en de leek Marthe Robin (1902-1981) te Châteauneuf-de-Galaure.
Anno 2016 zijn de Foyers aanwezig in Europa, Azië, Afrika, Noord- en Latijns-Amerika. In Europa zijn de Foyers gevestigd in Nederland (Thorn), België (Spa), Luxemburg (Luxemburg), Oostenrijk, Zwitserland, Italië, Ierland, Polen en Frankrijk.
Elke Foyer bestaat uit een groep leken, geleid door een priester (de foyervader). Belangrijke activiteiten zijn het organiseren en houden van retraites.